# Forum pour l'investissement responsable
Pour les articles homonymes, voir FIR.
Le Forum pour l’investissement responsable (FIR), connu sous le nom de French SIF (Sustainable Investment Forum) à l’international, est une association loi de 1901 basée à Paris. Considérant la prise en compte de critères environnementaux, sociaux et de gouvernance comme génératrice d'impacts positifs pour les entreprises et la société, le FIR a pour unique objet social de promouvoir l’investissement socialement responsable (ISR) et ses bonnes pratiques au niveau national et européen, afin d’encourager les acteurs à intégrer les problématiques de développement durable dans leur processus d’investissement,,.

## Investissement socialement responsable
Une première définition de l'investissement socialement responsable (ISR) est apparue en 2010, dans le cadre du Code de transparence élaboré par l’Association Française de la Gestion financière (AFG) et le FIR: « Application des principes du développement durable à l’investissement. Approche consistant à prendre systématiquement en compte les critères environnementaux, sociaux et de gouvernance (ESG) en sus des critères financiers usuels. Les modalités de mise en œuvre peuvent revêtir des formes multiples fondées sur la sélection positive, l’exclusion ou les deux à la fois, le tout intégrant, le cas échéant, le dialogue avec les émetteurs ».

## Histoire du forum
Le Forum pour l'investissement responsable est un Sustainable Investment Forum (SIF) créé en 2001 par des personnes physiques. À partir de 2003, il est rejoint par des personnes morales, en particulier des gestionnaires d'actifs. Membre fondateur de l'Eurosif, il est également partie prenante de ce réseau européen regroupant l’ensemble des forums pour l’investissement responsable.

## Organisation de l’association
L’association se compose d’un conseil d’administration ainsi que d'un secrétariat comprenant cinq exécutifs. Les activités de l'association se structurent autour de trois commissions permanentes : la commission Dialogue & Engagement, la commission Grand Public, et, la commission Recherche.

### Conseil d’administration
Le Conseil d’administration est composé de 14 administrateurs, élus par les membres de l’association pour deux ans et représentant les cinq collèges de l’association : 3 Investisseurs, 3 Gestionnaires d’actifs, 3 Conseils & Recherche, 3 membres du collège Société civile et 2 Personnalités qualifiées. Chaque personne morale présente au Conseil d'administration est représentée par un titulaire et un suppléant. Les statuts exigent que ce binôme soit constitué d'une femme et d'un homme.
Le Conseil d'administration élit son Président.
Les derniers Présidents du FIR :
2010 - 2015 : Bertrand Fournier (personnalité qualifiée)
2015 - 2017 : Thierry Philipponnat (personnalité qualifiée)
2017 - 2022 : Alexis Masse (personnalité qualifiée)
2022 - 2024 : Nathalie Lhayani (investisseur)
2024 - : Maitre Olivier Laffitte (personnalité qualifiée)

## Actions de l’association
La vie de l’association est ponctuée d’évènements et manifestations organisés par le FIR et pilotés par les commissions. Ces actions permettent à l’association de remplir sa mission de promotion de l’investissement socialement responsable auprès de tous les acteurs de la société.

### Campagne «Exigez l'ISR!»
Le FIR a profité de la Semaine du Développement Durable 2014 dont la thématique était "consommer autrement" pour lancer le site internet de la campagne "Exigez l'ISR !". Créée en 2013 dans le cadre de la Semaine de l'ISR, cette campagne a pour but de sensibiliser le grand public à l'ISR, et l'encourager à participer à l'essor et au développement d'une société plus responsable,. En 2018, le FIR refond complètement cette campagne pour mener sa première opération de grand public complètement tournée vers le grand public en exposant la sculpture d'un ours famélique ayant dérivé sur son morceau de banquise jusqu'à la place de la Bourse à Paris. Ce visuel choquant a pour objectif d'interpeller les épargnants et de leur faire prendre conscience que leur épargne peut jouer un rôle positif, pas uniquement pour lutter contre le changement climatique pour aussi sur des sujets de société ou environnementaux comme la biodiversité, les droits humains, l'emploi, etc.

### Semaine de la Finance Responsable
En 2010, le FIR organise la première Semaine de l'ISR qui a pour objectif d'être une semaine lors de laquelle les épargnants peuvent s'informer et participer à des événements pour comprendre la finance responsable et comment agir. En 2016, la Semaine change de nom et devient la Semaine de la Finance Responsable pour intégrer d'autres types d'investissement positifs comme la finance participative à impact environnemental ou social positif ou la finance solidaire.

### Les Prix européens FIR-PRI "Finance & Développement durable"
En 2005, le FIR crée les Prix européens FIR de la recherche en finance et développement durable pour récompenser des travaux de recherche académique pour leur excellence dans le domaine de la finance et du développement durable. Les catégories sont : meilleure thèse de master, meilleure thèse doctorale, meilleur article académique, meilleure initiative pédagogique. Une bourse doctorale est aussi attribuée chaque année. Le Jury est composé de chercheurs et de professionnels, dans l'idée de renforcer le lien essentiel entre la recherche et les professionnels. En 2011, le FIR s'associe aux Principles for Responsible Investment. 

### CorDial
CorDial est une plateforme née en 2010 qui vise à favoriser le dialogue entre investisseurs et entreprises appelée CorDial pour "Corporate Dialogue". L'objectif de cet outil est de permettre aux investisseurs d'effectuer des recommandations sur des questions de responsabilité sociétale des entreprises. Pour cela, des membres du FIR vont à la rencontre d'un échantillon d'entreprises représentatif du SBF 120 afin de les questionner sur leurs bonnes pratiques, après avoir préalablement choisi un ou plusieurs thèmes communs.

### Plateforme de dialogue et d'engagement
Les activités de CorDial ont été reprises à travers la plateforme de dialogue et d'engagement, lancée en 2021. Cette dernière s'organise autour de différents volets : les campagnes thématiques, les campagnes de questions écrites aux entreprises (CAC40 et SBF 120) et les briefs investisseurs. L'engagement actionnarial est l'un des moyens privilégiés par le forum pour exercer un levier de transformation positif sur les entreprises. À partir de 2020, le FIR a interrogé annuellement les entreprises du CAC40 lors de campagnes de questions écrites en Assemblée générale. Ces questions, au nombre d'une dizaine, portent sur des questions ESG (Environnementales, Sociales et de bonne Gouvernance) comme celles liés au dérèglement climatique, à la biodiversité, à la parité femmes-hommes, au salaire décent ou encore à la transparence fiscale. L'association interroge les entreprises en direct sur des questions liés au dialogue social, à l'économie circulaire ou sur le "Say on Climate", une pratique d'origine anglo-saxonne visant à renforcer le dialogue en assemblée générale entre investisseurs et entreprises sur la stratégie climat.
En 2024, le FIR ouvre le "Club SMID" pour permettre aux investisseurs de collaborer et de partager leur expertise dans le cadre de l'accompagnement des entreprises de petites et moyennes capitalisations sur leurs enjeux ESG dans un contexte où celles-ci sont particulièrement challengées par la mise en place de réglementations telles que la CSRD.

### Plaidoyer
Parmi ses actions de Plaidoyer envers les pouvoirs publics, le FIR a notamment milité pour la création et la mise en place d’un « Label ISR unique et enrichi ». À ce titre, le FIR est membre permanent de la plateforme RSE, créée en juin 2013, placée sous l'égide du Premier Ministre et rattachée au Commissariat Général à la Stratégie et à la Prospective. Le FIR appartient au pôle des organisations représentatives du monde économique. Le FIR a également pris des positions sur divers textes de loi : en faveur de la Loi relative au devoir de vigilance des sociétés mères et entreprises donneuses d'ordre, sur le reporting des émissions de gaz à effet de serre dans la Loi relative à la transition énergétique pour la croissance verte, en faveur du vote contraignant dans la Loi relative à la transparence, à la lutte contre la corruption et à la modernisation de la vie économique ou sur la Loi relative à la croissance et la transformation des entreprises.

### Prix Plan de vigilance
En 2018 le FIR s'associe au cabinet de conseil A2 Consulting dans le cadre du Prix Plan de vigilance. Ce Prix a pour but de récompenser chaque année une entreprise du CA 40 pour la qualité de son Plan de vigilance. Dans une volonté de motiver les bonnes pratiques en matière de RSE, le Prix peut choisir de récompenser une entreprise pour la production du meilleur plan ou pour l'encourager dans ses efforts de progression.

### NAB France
Le National Advisory Board France est le comité consultatif  pour l’investissement à impact en France. Il est un membre actif du Global Steering Group for Impact Investment (GSG).
Depuis juin 2023, le NAB France est co-dirigé par un comité tripartite composé du FIR, de France Invest et de Fair. Trois groupes de travail dirigés chacun respectivement par les trois organisations ont été inaugurés au sein du NAB France : mesure du marché de la finance à impact, stratégie d'impact des fonds dits "90/10" et taxonomie sociale / indicateurs sociaux.

## Chiffres du marché français de l'Investissement responsable
En 2015, Novethic, centre de recherche sur l'Investissement responsable s'est associé pour la première fois au FIR pour réaliser et publier les Chiffres de l'Investissement Responsable pour le marché français en 2014. Ce partenariat s'est poursuivi en 2016 pour les chiffres de l'année 2015. Ces chiffres ont été dévoilés le 27 mai lors d'une conférence de presse commune entre le FIR et Novethic.
À partir de 2018, le FIR s'associe à l'Association Française de la Gestion financière (AFG) pour la production des chiffres de marché français de l'investissement responsable,. En 2024, le FIR s'associe avec Fair et l'association de capital-investissement France Invest pour publier des premiers chiffres du marché de l'impact, incluant le marché des entreprises cotés. 